# Shameless (série télévisée, 2011)
Cet article concerne la série télévisée américaine. Pour la série télévisée britannique, voir Shameless (série télévisée, 2004).
Pour les articles homonymes, voir Shameless.
Shameless, ou Sans regret au Québec, est une série télévisée américaine en 134 épisodes d'environ 52 minutes développée par John Wells et diffusée entre le 9 janvier 2011 et le 12 avril 2021 sur Showtime et sur The Movie Network / Crave au Canada.
C'est une adaptation américaine de la série télévisée britannique du même titre créée par Paul Abbott et diffusée sur Channel 4 en Grande-Bretagne.
En France, les sept premières saisons ont été diffusées en version française entre le 15 septembre 2011 et le 3 mai 2017 sur Canal+ mais également en version originale sous-titrée le lendemain de la diffusion américaine entre le 13 janvier 2015 et 21 décembre 2016 sur Canal+ Séries de la cinquième à la septième saison. Depuis la huitième saison, elle est diffusée sur le service Amazon Prime Video depuis le 2 octobre 2018.
En Belgique et au Luxembourg, elle est diffusée depuis le 17 février 2012 sur Be Séries[réf. souhaitée] et au Québec, depuis le 23 février 2012 sur AddikTV.

## Synopsis
La série suit la famille Gallagher, stéréotype de la famille catholique d'origine irlandaise. Le père, Frank Gallagher, est un homme irresponsable qui passe son temps à boire et à tenter de profiter du système. Sa femme a abandonné sa famille en laissant leurs six enfants à leur père qui sont donc livrés à eux-mêmes. Ils apprennent à se débrouiller et à subvenir à leurs besoins ensemble sous l'autorité de Fiona, l’aînée, qui apprend les difficultés de diriger une maison. Les autres enfants sont deux adolescents, Lip et Ian, deux plus jeunes, Carl et Debbie et un bébé, Liam. Fiona est aidée par ses voisins et amis Veronica et Kev. Ce dernier est barman dans le bar préféré de Frank.
La série aborde avec un certain humour des sujets sérieux comme l’alcoolisme, la drogue, l'homosexualité, le sexe, les troubles mentaux, la grossesse précoce, la délinquance et la vie des classes populaires américaines, et se déroule dans le quartier industriel et résidentiel Back of the Yards, du secteur communautaire New City de Chicago.

## Distribution

### Acteurs principaux
| Acteurs/Actrices | VF                                                           | Personnages                   | Saisons    | Saisons    | Saisons    | Saisons        | Saisons          | Saisons          | Saisons        | Saisons    | Saisons        | Saisons    | Saisons    |
| Acteurs/Actrices | VF                                                           | Personnages                   | 1          | 2          | 3          | 4              | 5                | 6                | 7              | 8          | 9              | 10         | 11         |
| --- | ------------------------------------------------------------ | ----------------------------- | ---------- | ---------- | ---------- | -------------- | ---------------- | ---------------- | -------------- | ---------- | -------------- | ---------- | ---------- |
| William H. Macy | Julien Kramer                                                | Francis « Frank » Gallagher   | Principal  | Principal  | Principal  | Principal      | Principal        | Principal        | Principal      | Principal  | Principal      | Principal  | Principal  |
| Emmy Rossum | Anne Tilloy                                                  | Fiona Gallagher               | Principale | Principale | Principale | Principale     | Principale       | Principale       | Principale     | Principale | Principale     |            |            |
| Ethan Cutkosky | Hélène Bizot (saisons 1 à 5) Lionel Cecilio (saisons 6 à 10) | Carl Gallagher                | Principal  | Principal  | Principal  | Principal      | Principal        | Principal        | Principal      | Principal  | Principal      | Principal  | Principal  |
| Shanola Hampton | Ilana Castro                                                 | Veronica « Vee » Fisher       | Principale | Principale | Principale | Principale     | Principale       | Principale       | Principale     | Principale | Principale     | Principale | Principale |
| Steve Howey | Olivier Augrond                                              | Kevin « Kev » Ball            | Principal  | Principal  | Principal  | Principal      | Principal        | Principal        | Principal      | Principal  | Principal      | Principal  | Principal  |
| Emma Kenney | Kelly Marot                                                  | Deborah « Debbie » Gallagher  | Principale | Principale | Principale | Principale     | Principale       | Principale       | Principale     | Principale | Principale     | Principale | Principale |
| Cameron Monaghan | Rémi Caillebot                                               | Ian Gallagher                 | Principal  | Principal  | Principal  | Principal      | Principal        | Principal        | Principal      | Principal  | Principal      | Principal  | Principal  |
| Jeremy Allen White                                                                                                  | Thierry D'Armor                                              | Phillip « Lip » Gallagher     | Principal  | Principal  | Principal  | Principal      | Principal        | Principal        | Principal      | Principal  | Principal      | Principal  | Principal  |
| Blake et Brennan Johnson (saisons 1 et 2) Brendon et Brandon Sims (saisons 3 à 7) Christian Isaiah (saisons 8 à 11) | Hélène Bizot                                                 | Liam Gallagher                | Récurrent  | Récurrent  | Récurrent  | Récurrent      | Récurrent        | Récurrent        | Récurrent      | Récurrent  | Principal      | Principal  | Principal  |
| Joan Cusack | Michele Brulé                                                | Sheila Jackson                | Principale | Principale | Principale | Principale     | Principale       |                  |                |            |                |            |            |
| Laura Slade Wiggins                                                                                                 | Marie Nonnenmacher                                           | Karen Jackson                 | Principale | Principale | Récurrente |                |                  |                  |                |            |                |            |            |
| Justin Chatwin | Franck Lorrain                                               | Steve Wilton/Jimmy Lishman    | Principal  | Principal  | Principal  | Invité spécial | Invité spécial   |                  |                |            |                |            |            |
| Noel Fisher | Benjamin Gasquet                                             | Mikhailo « Mickey » Milkovich | Récurrent  | Récurrent  | Principal  | Principal      | Principal        | Invité spécial   | Invité spécial |            | Invité spécial | Principal  | Principal  |
| Jane Levy (saison 1) Emma Greenwell (saisons 2 à 6)                                                                 | Alice Taurand                                                | Mandy Milkovich               | Récurrente | Récurrente | Principale | Principale     | Invitée spéciale | Invitée spéciale |                |            |                |            |            |
| Zach McGowan | Fabrice Fara                                                 | Jody Silverman                |            | Récurrent  | Principal  |                |                  |                  |                |            |                |            |            |
| Jake McDorman | Glen Hervé                                                   | Mike Pratt                    |            |            | Récurrent  | Principal      |                  |                  |                |            |                |            |            |
| Emily Bergl | Karine Texier                                                | Samantha « Sammi » Slott      |            |            |            | Récurrente     | Principale       |                  |                |            |                |            |            |
| Isidora Goreshter                                                                                                   | Anne Kreis                                                   | Svetlana                      |            |            | Récurrente | Récurrente     | Récurrente       | Récurrente       | Principale     | Principale |                |            |            |
| Richard Flood | Vincent Dos Reis                                             | Ford Kellogg                  |            |            |            |                |                  |                  |                | Récurrent  | Principal      |            |            |
| Kate Miner | Cindy Tempez                                                 | Tami Tamietti                 |            |            |            |                |                  |                  |                |            | Récurrente     | Principale | Principale |

Note : Dermot Mulroney n'est pas crédité durant le générique d'ouverture pendant la saison 6, donc Sean n'a jamais été principal.

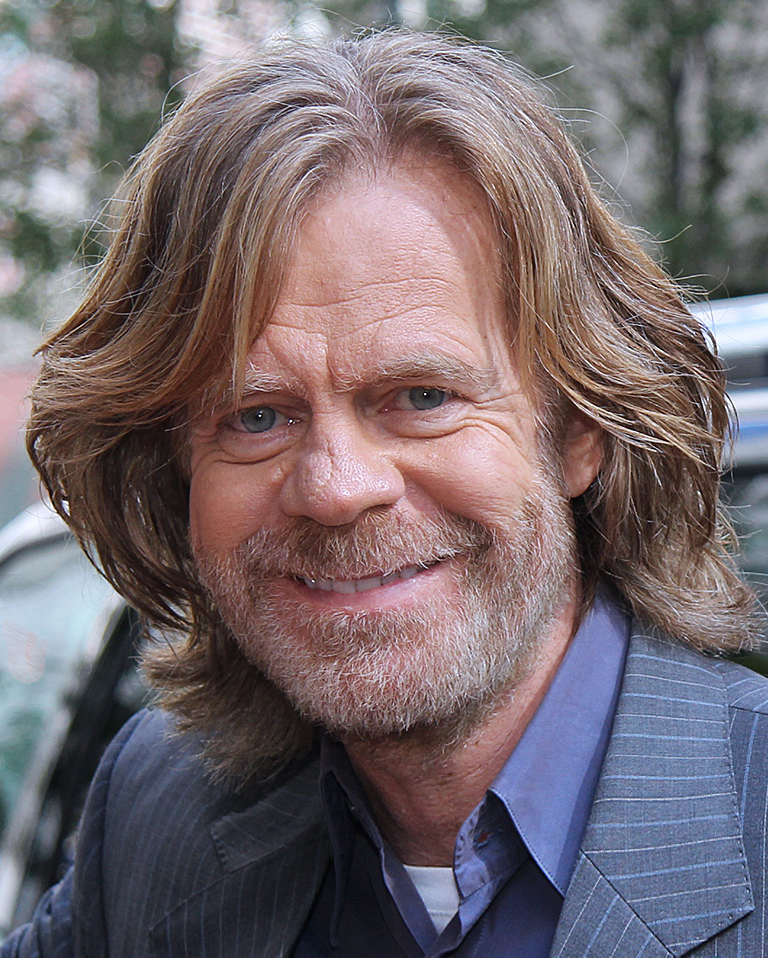
William H. Macy dans le rôle de Francis Gallagher.
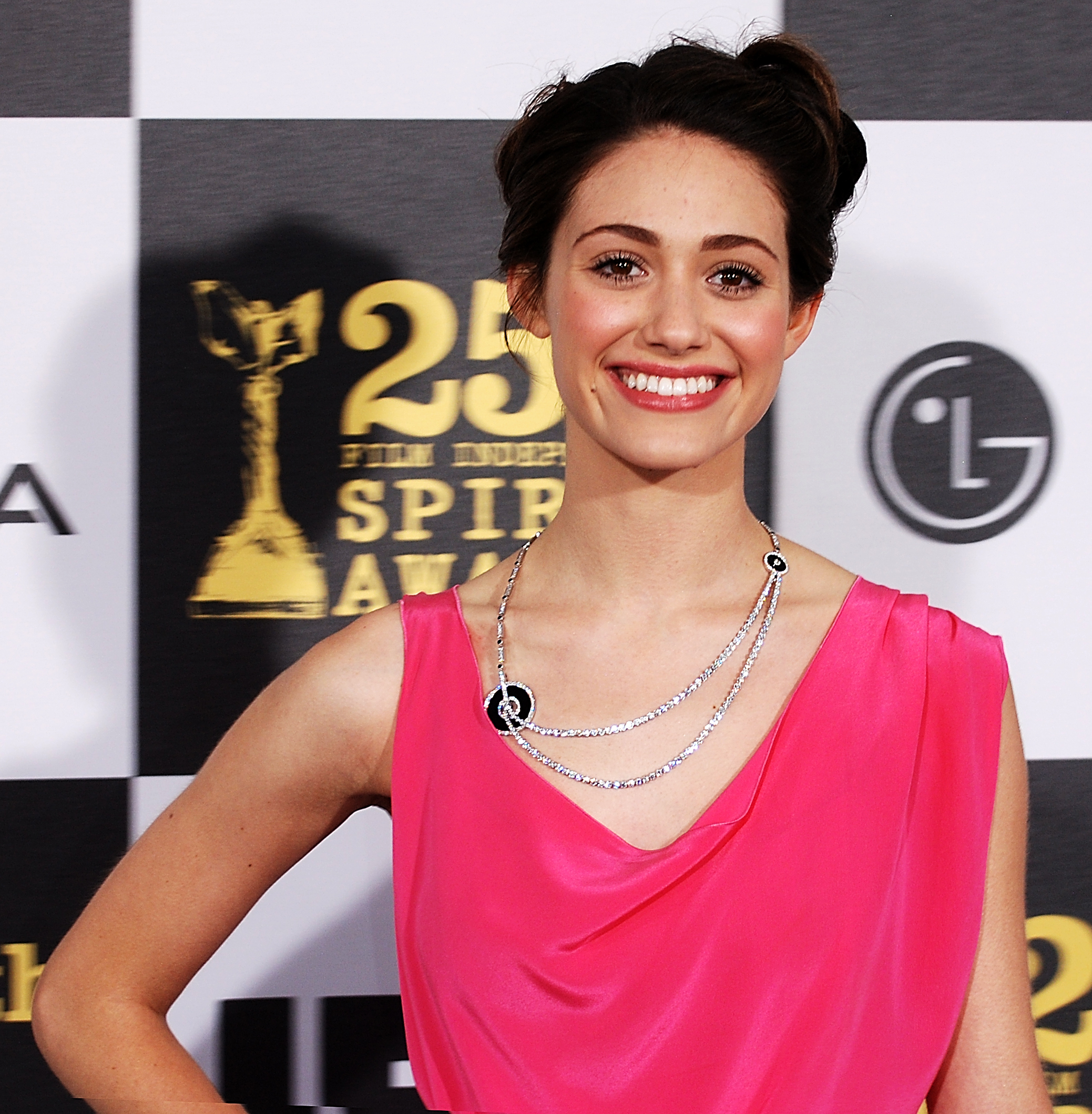
Emmy Rossum dans le rôle de Fiona Gallagher.
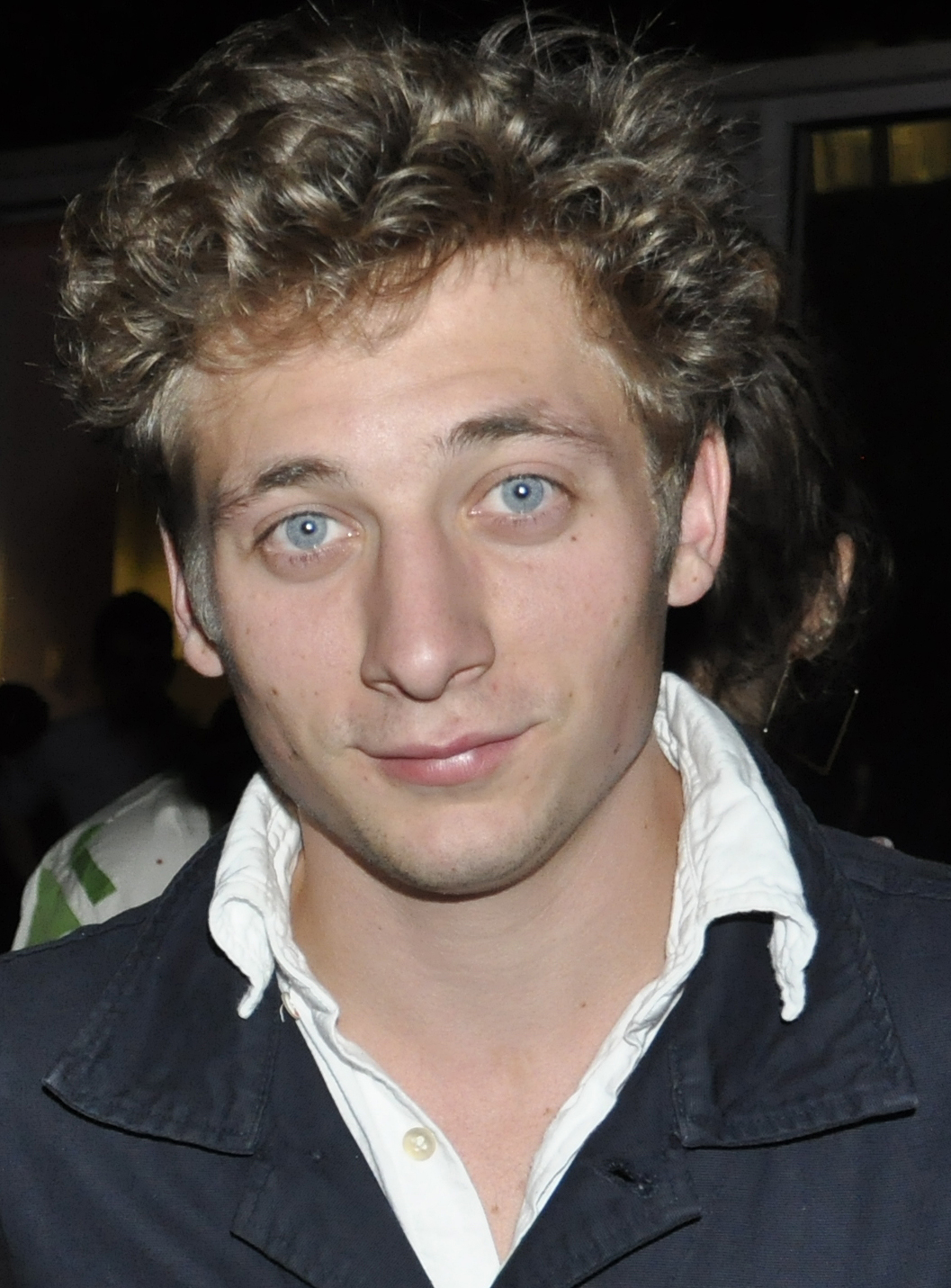
Jeremy Allen White dans le rôle de Phillip Gallagher.
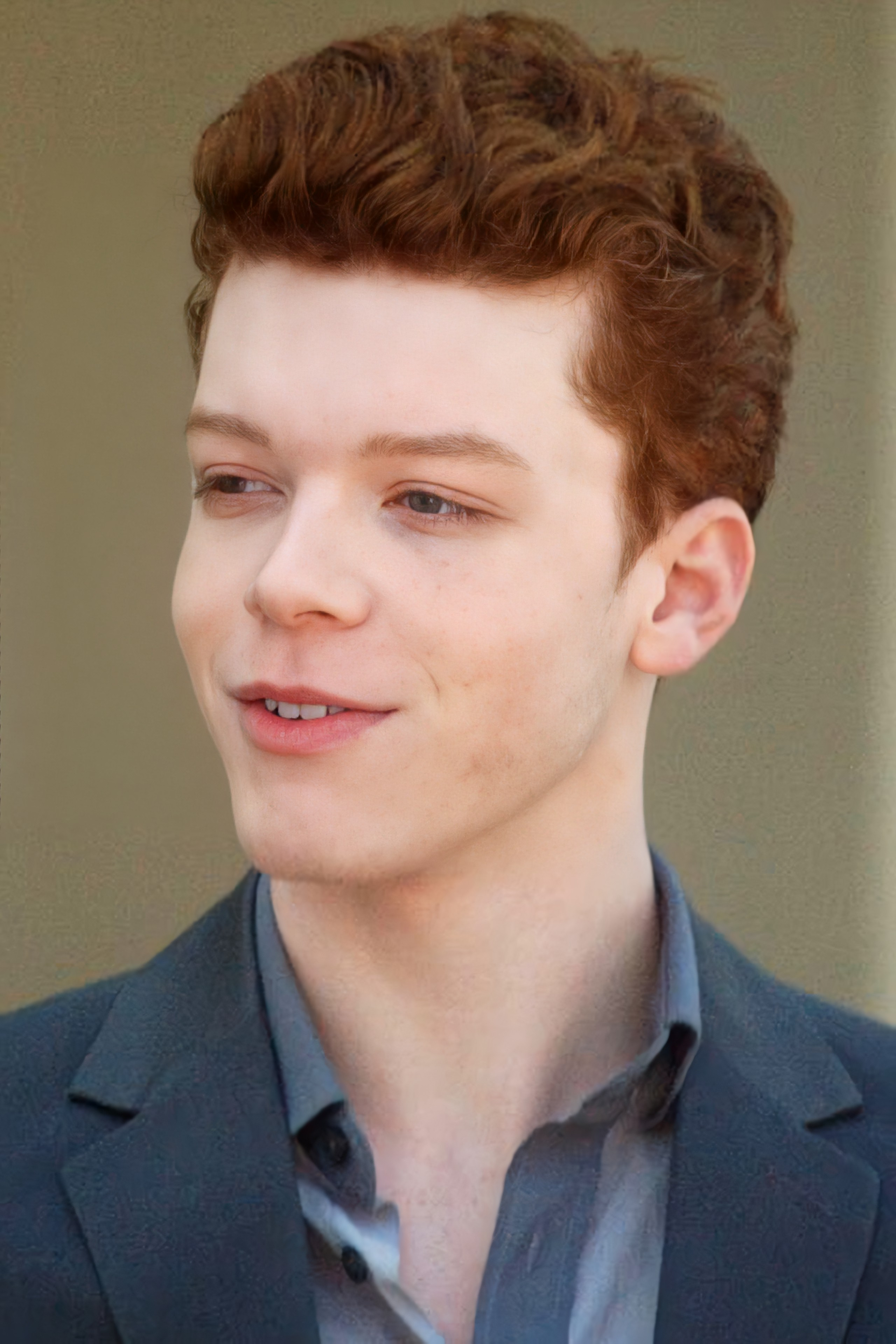
Cameron Monaghan dans le rôle de Ian Gallagher.
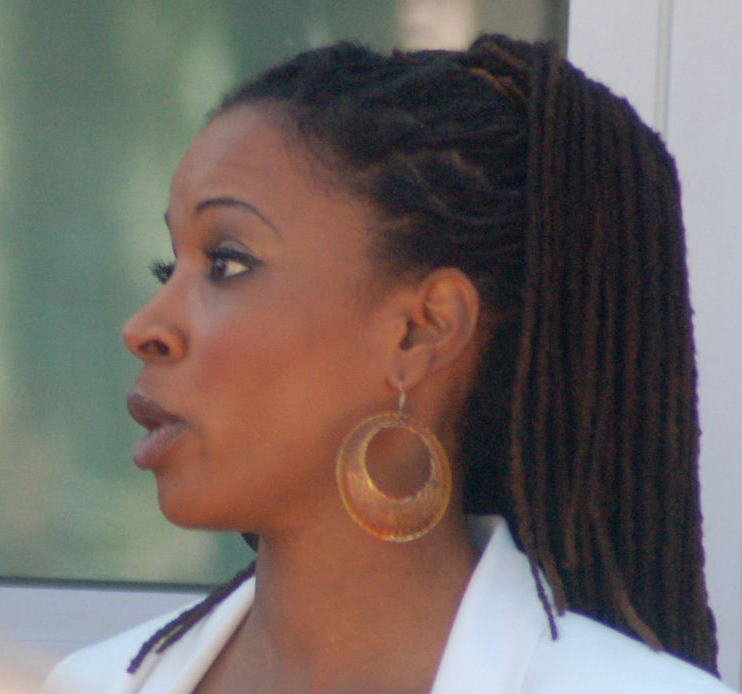
Shanola Hampton dans le rôle de Veronica Fisher.
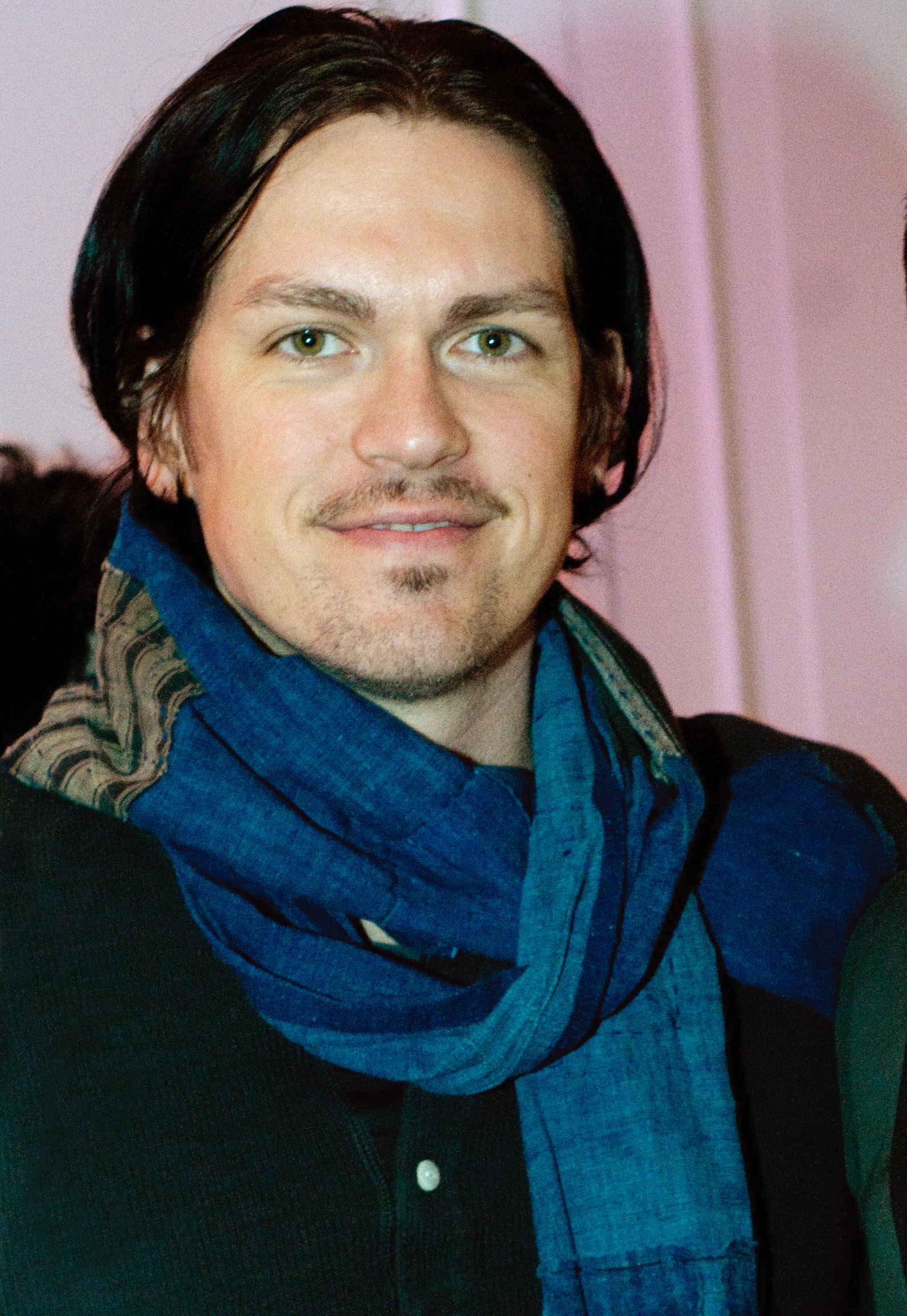
Steve Howey dans le rôle de Kevin Ball.

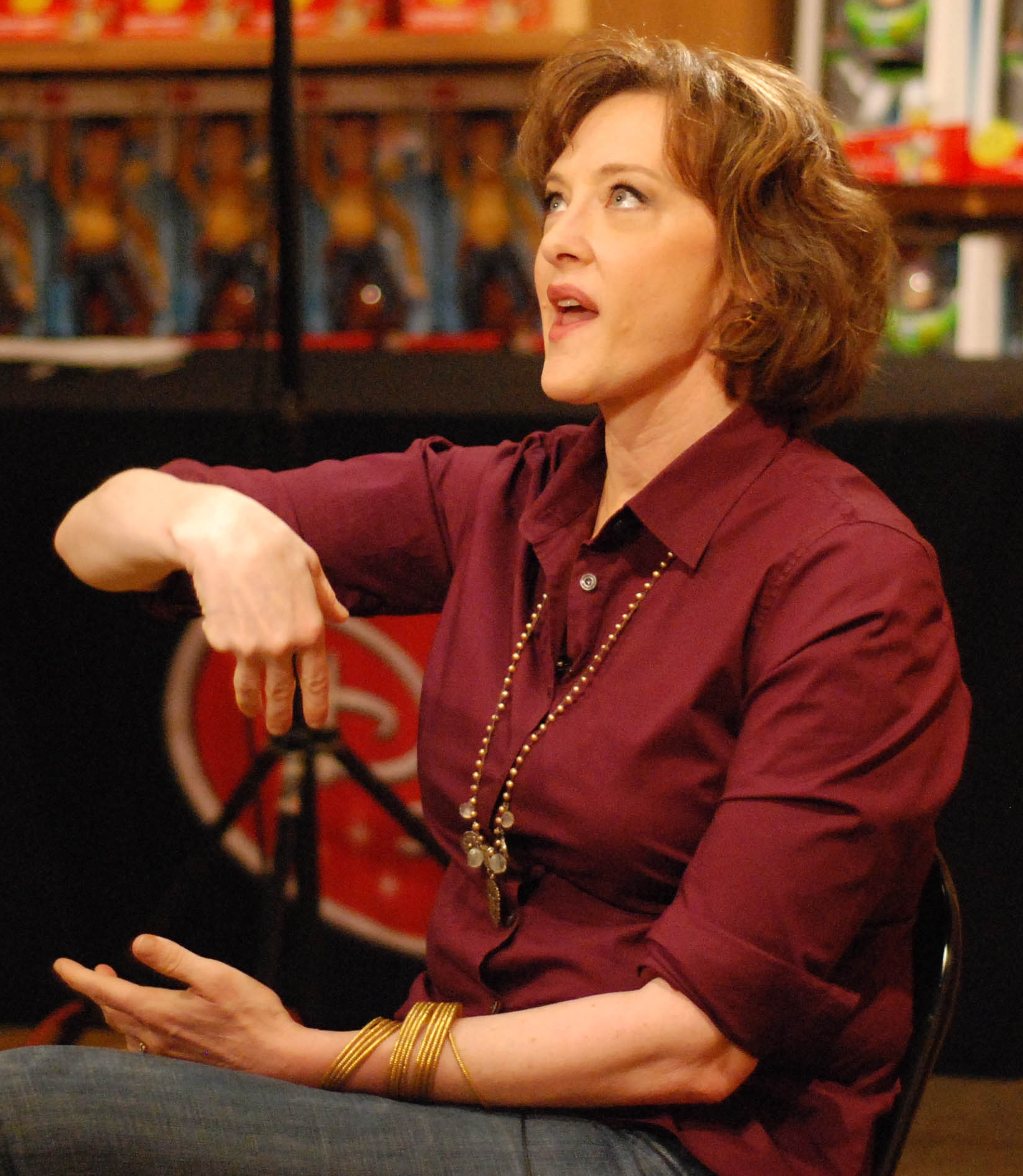
Joan Cusack dans le rôle de Sheila Jackson.
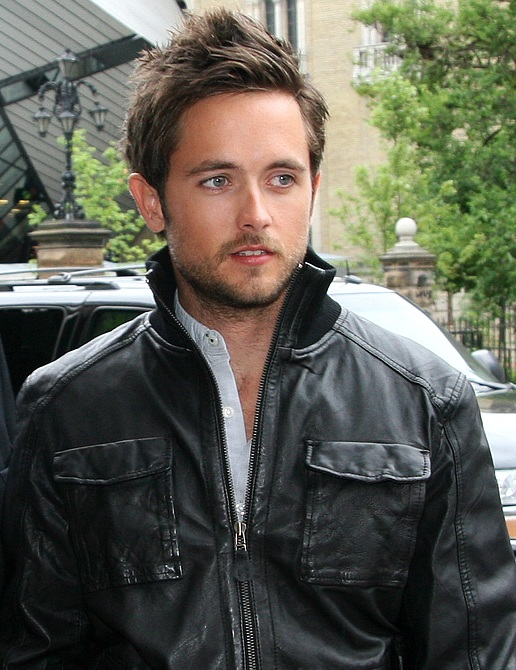
Justin Chatwin dans le rôle de Steve Wilton / Jimmy Lishman / Jack.
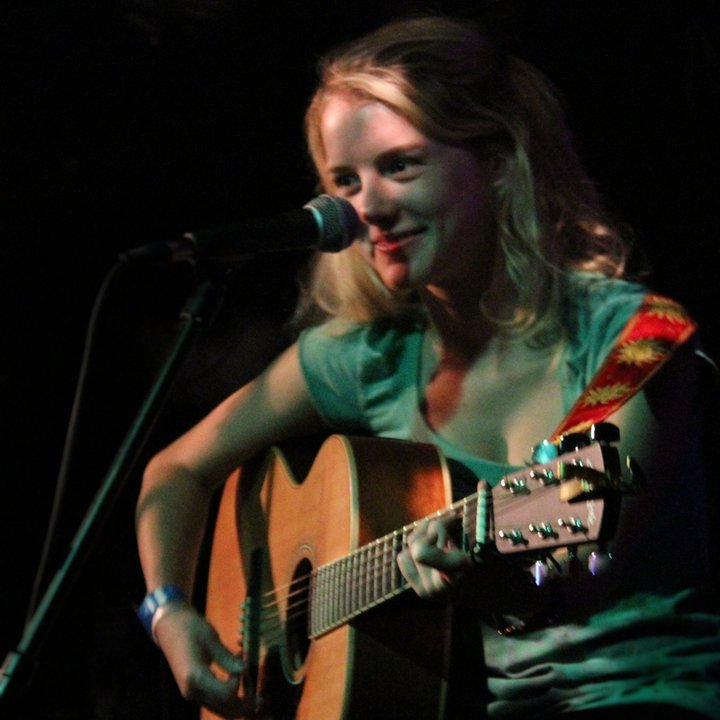
Laura Slade Wiggins dans le rôle de Karen Jackson.
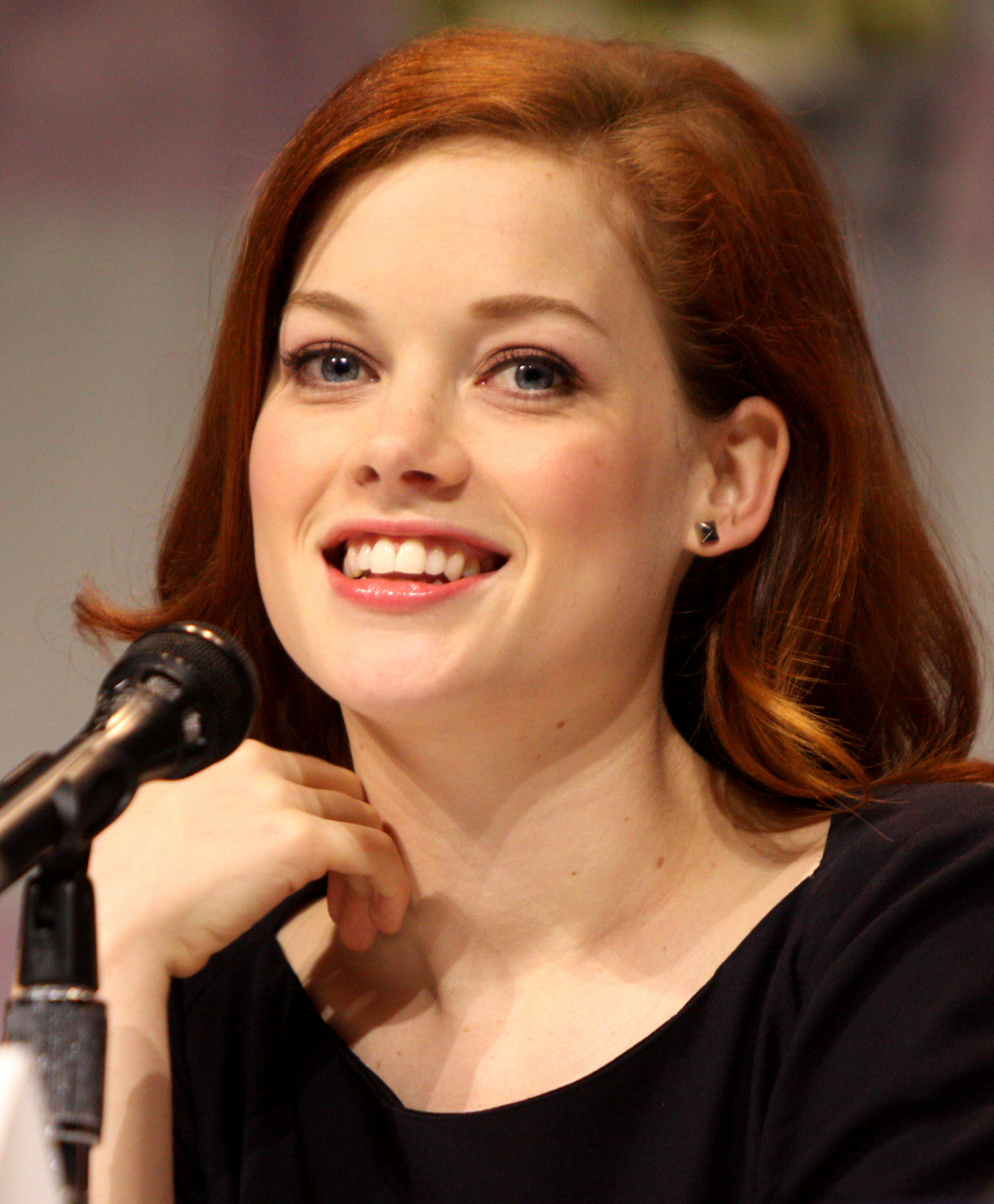
Jane Levy dans le rôle de Mandy Milkovich.
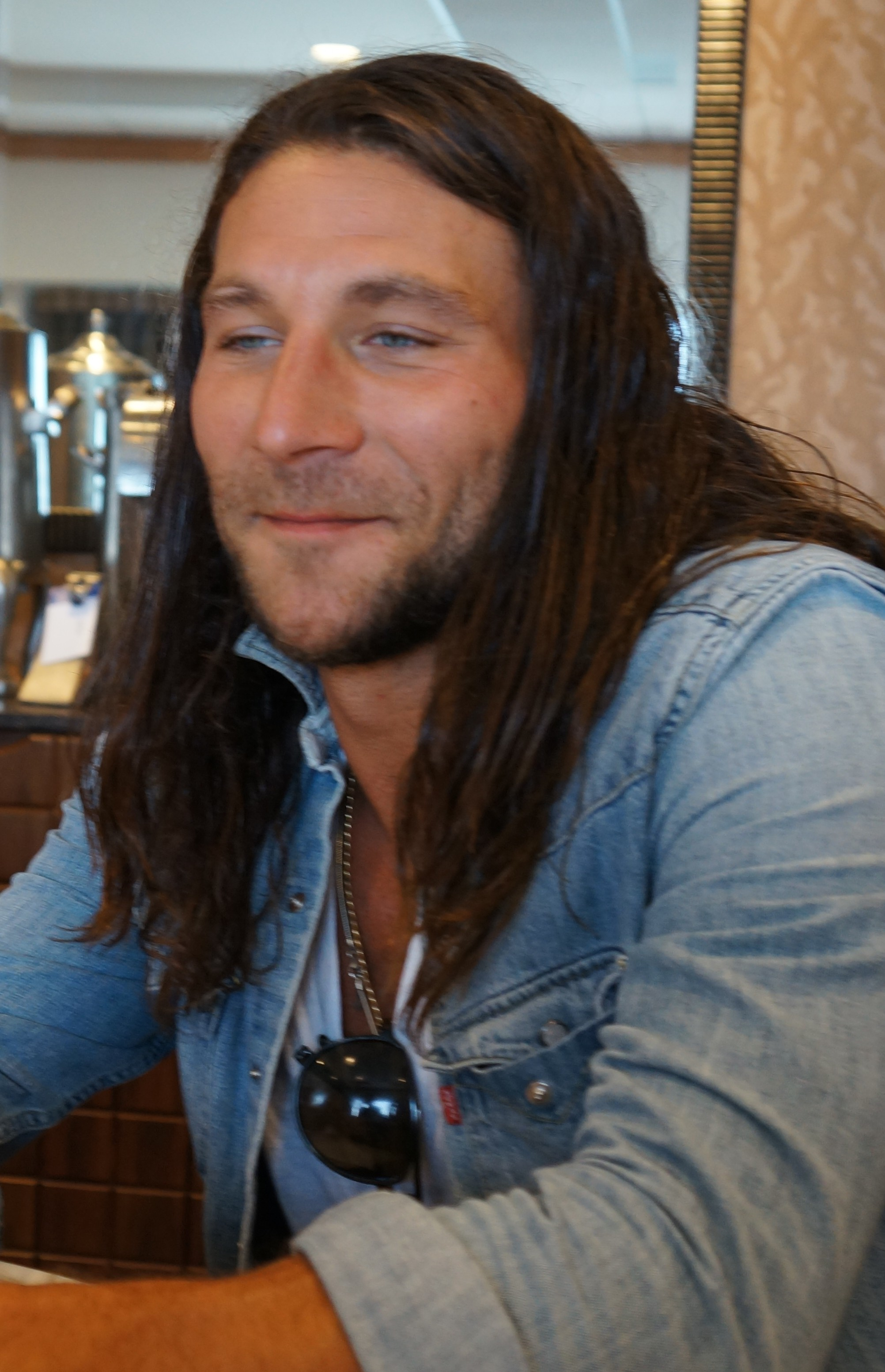
Zach McGowan dans le rôle de Jody Silverman.

### Acteurs récurrents
Note : Vu le grand nombre d'acteurs liés à cette série, seuls ceux présents tout au long de la série, au cours de plusieurs saisons et ceux ayant un rôle important sont listés ici.
Source VF : Doublage Séries Database

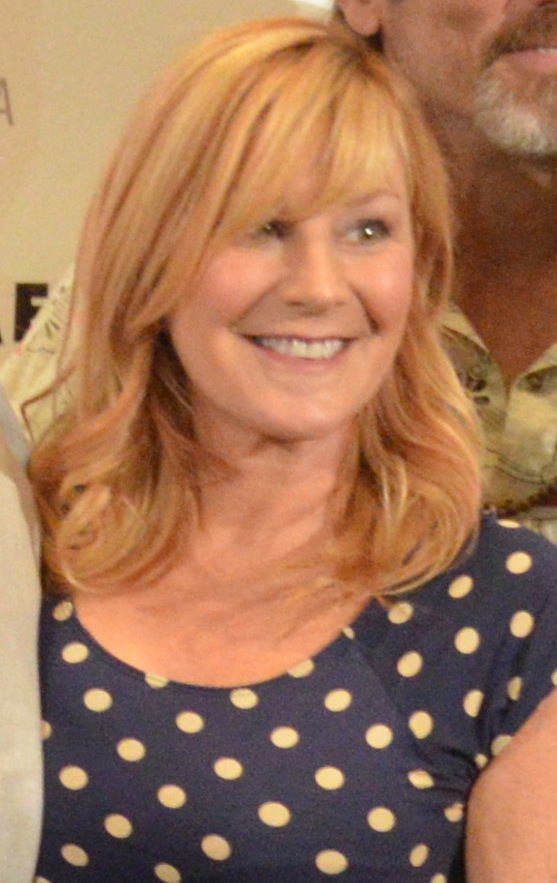
Chloe Webb
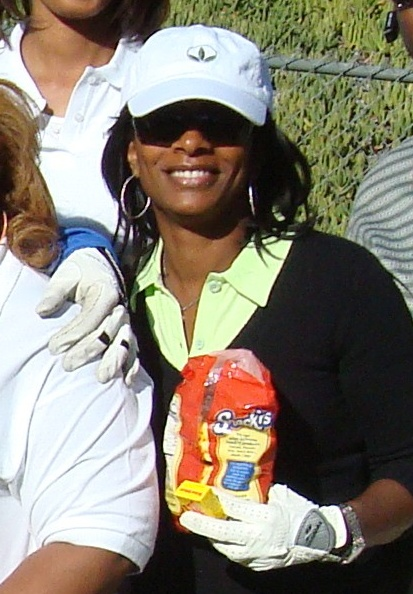
Vanessa Bell Calloway
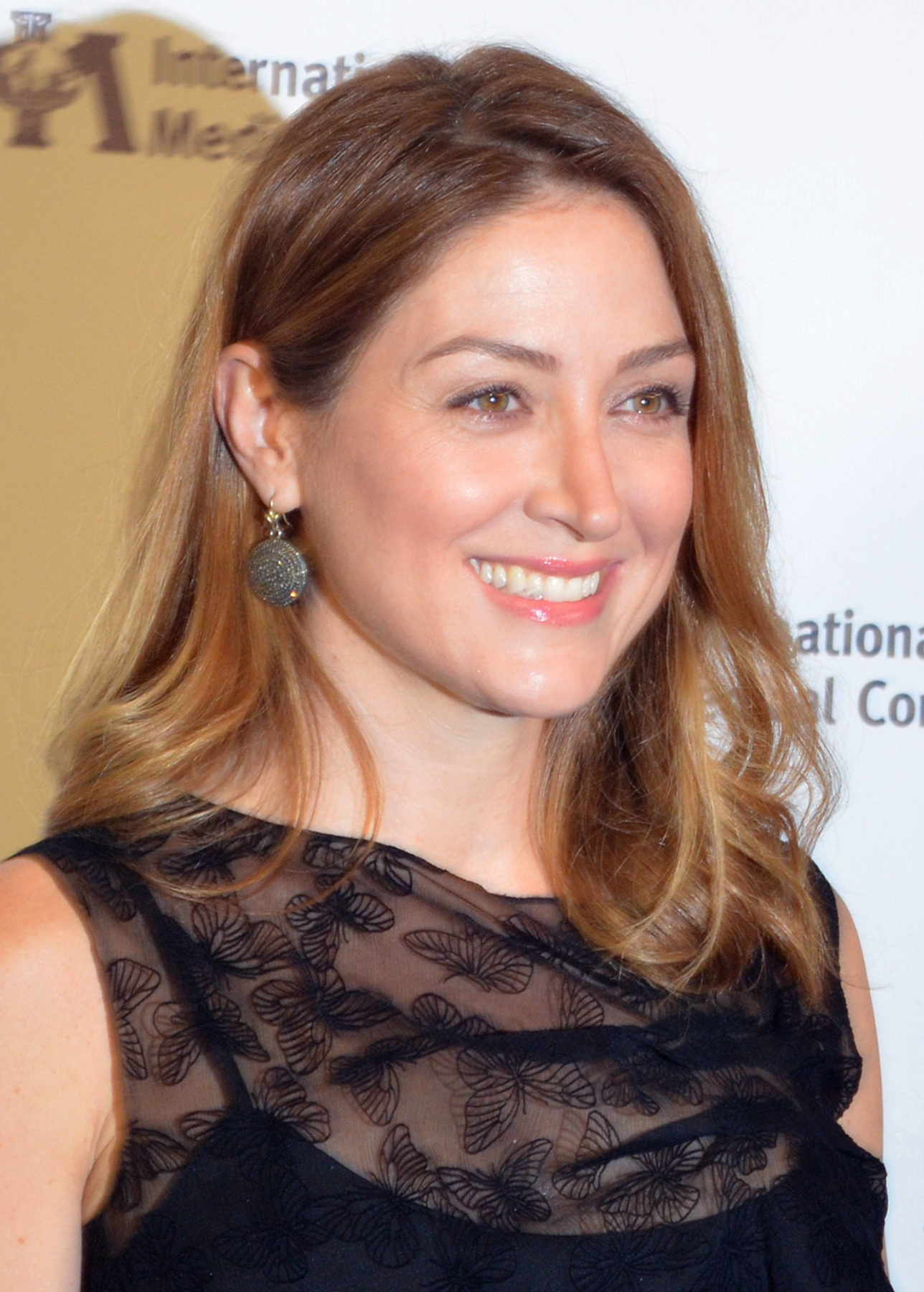
Sasha Alexander
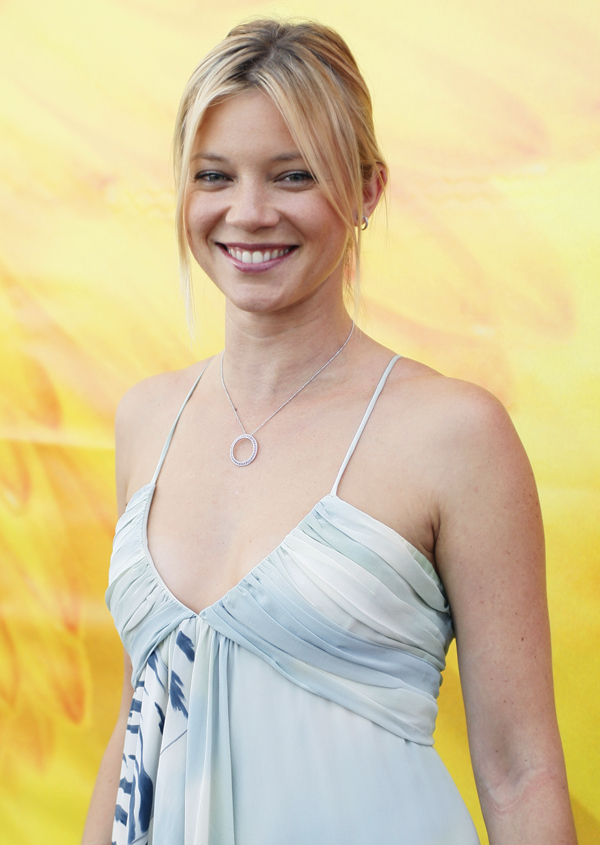
Amy Smart
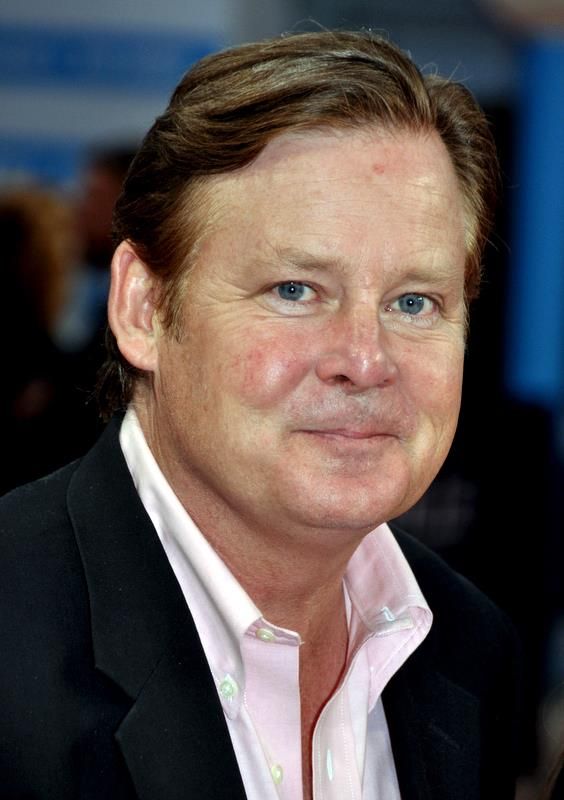
Joel Murray

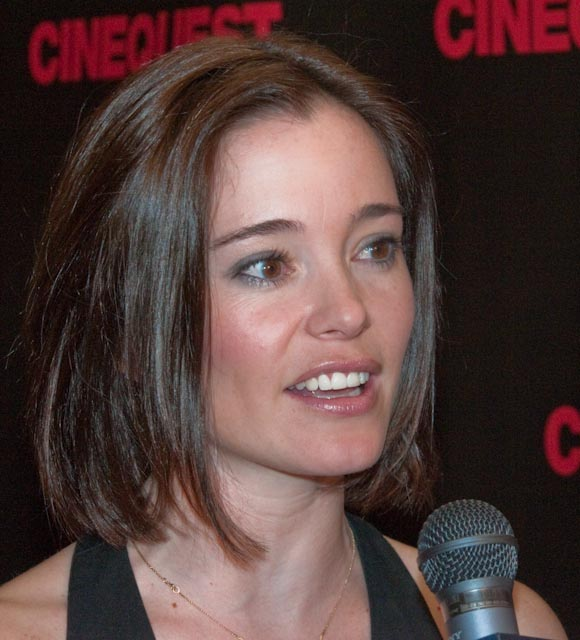
Marguerite Moreau
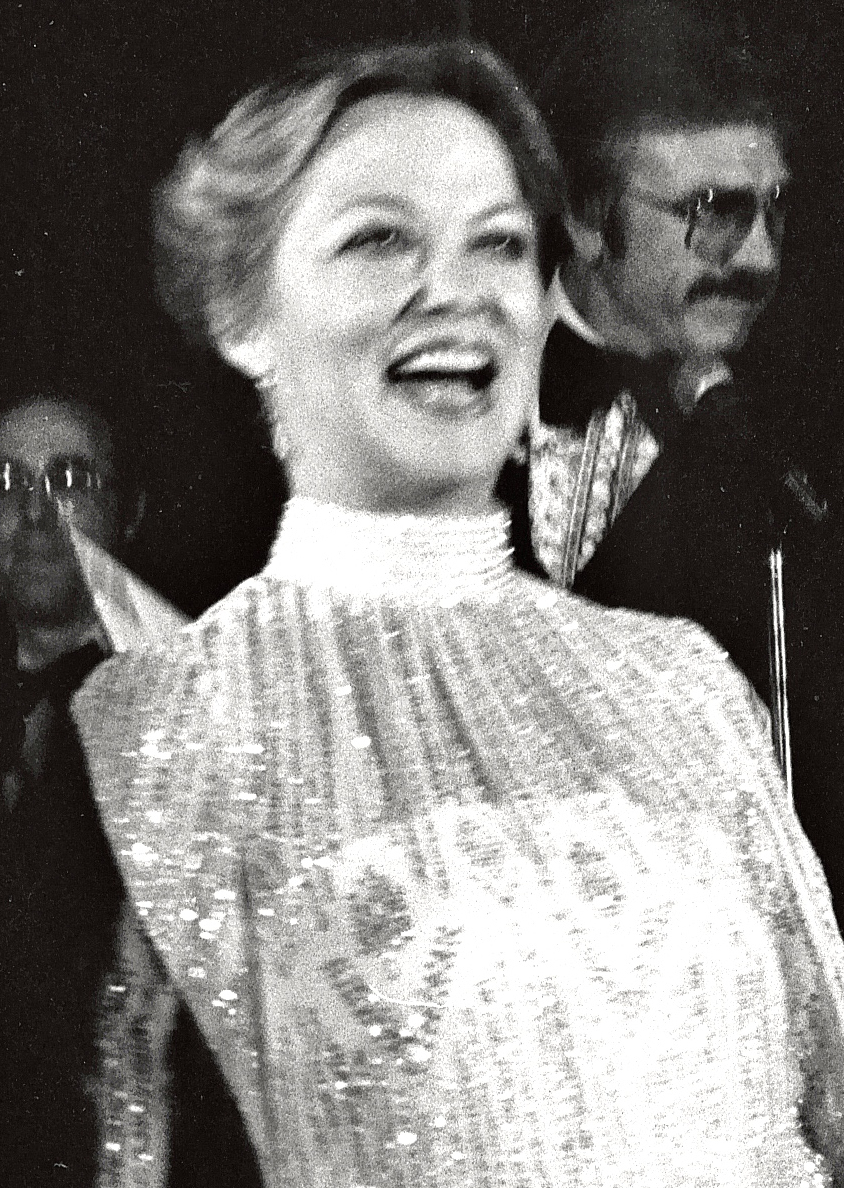
Louise Fletcher
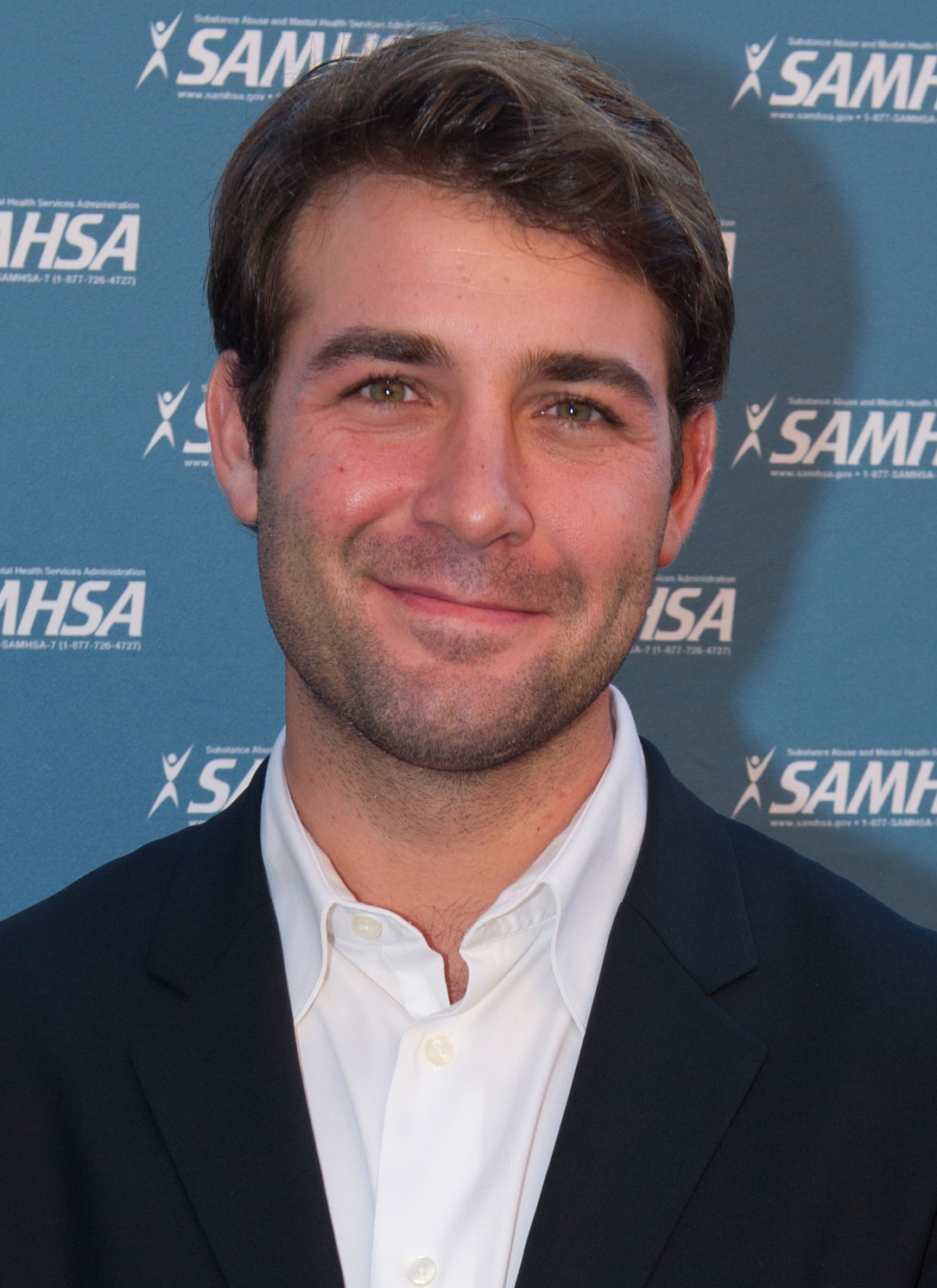
James Wolk
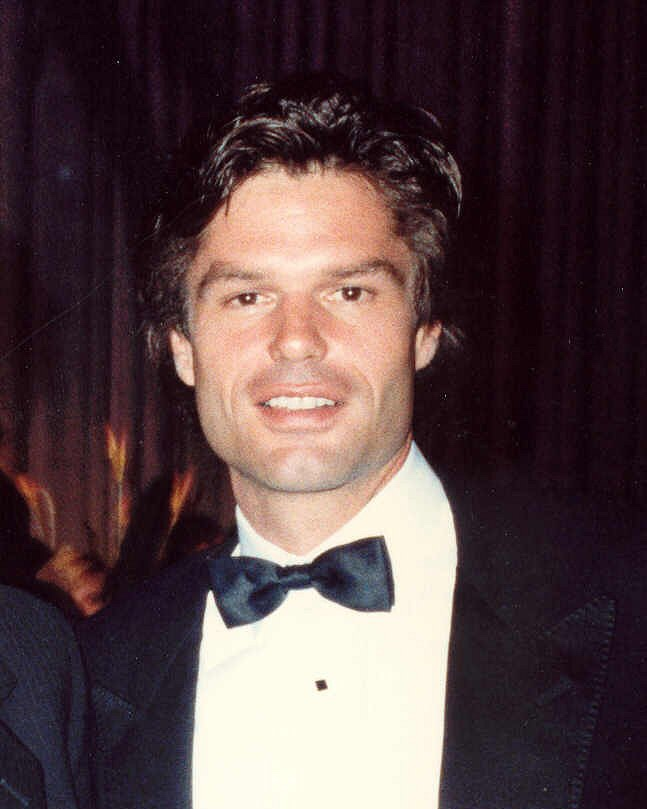
Harry Hamlin
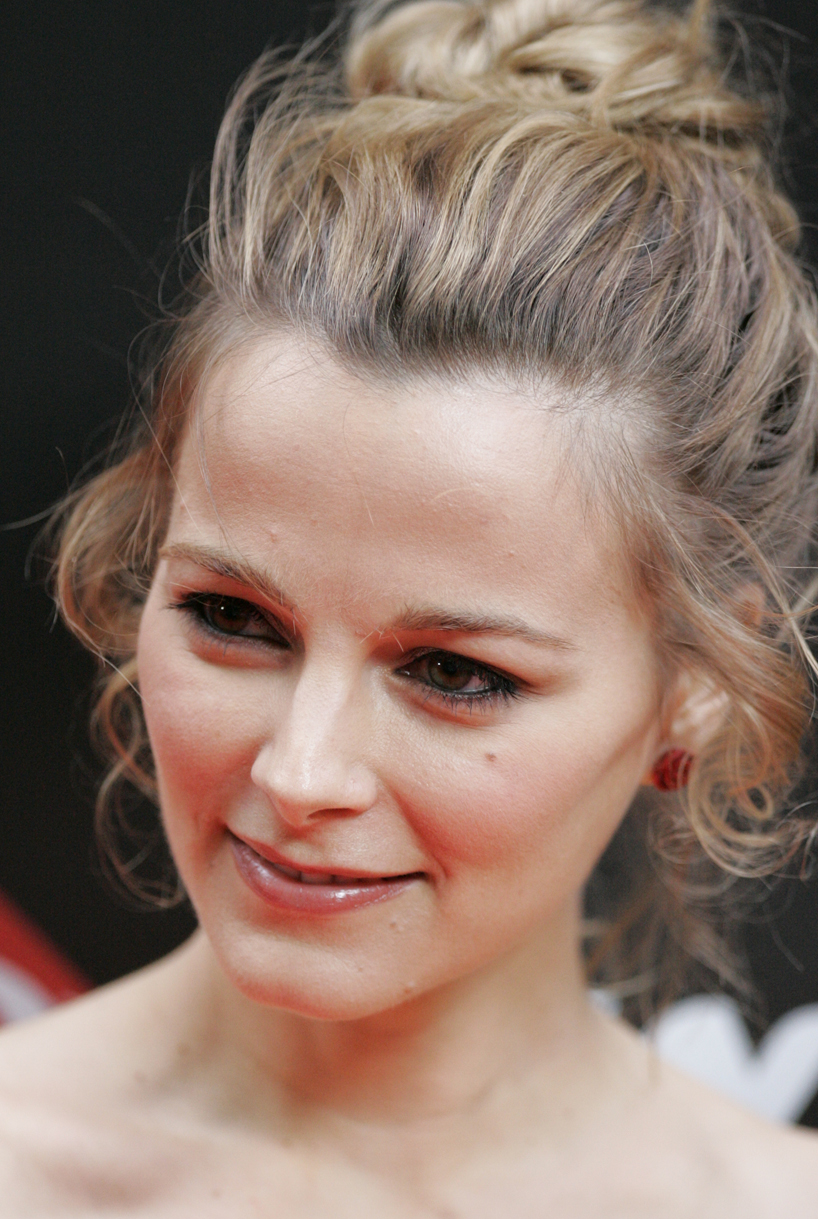
Bojana Novakovic

## Production
|                                      |  |                                                      |
| Logo original de la série (saison 1) |  | Logo original de la série (à partir de la saison 2). |

### Développement
En janvier 2009, le producteur exécutif de la série ER, John Wells, accompagné du créateur de la série originale britannique, Paul Abbott, ont proposé la série à HBO.
En octobre 2009, William H. Macy décroche le rôle principal et le pilote est commandé par Showtime, qui sera réalisé par Mark Mylod.
En décembre 2009 et janvier 2010, le casting continue : Emmy Rossum, Allison Janney, Justin Chatwin, Steve Howey, Shanola Hampton et Jeremy Allen White.
Le 8 avril 2010, Showtime commande la série et dévoile le reste du casting. En août 2010, Joan Cusack remplace Allison Janney dans le rôle de Sheila.
Le 28 février 2011, Showtime a renouvelé la série pour une deuxième saison.
Le 1er février 2012, Showtime a renouvelé la série pour une troisième saison.
Le 29 janvier 2013, la série a été renouvelée pour une quatrième saison.
Le 14 février 2014, John Wells, le producteur exécutif du show, a annoncé que la série a été renouvelée pour une cinquième saison.
Le 12 janvier 2015, Showtime a annoncé aux TCA 2015 que la série a été renouvelée pour une sixième saison.
Le 12 janvier 2016, la série est renouvelée pour une septième saison ayant débuté le 2 octobre 2016.
Le 14 décembre 2016, Emmy Rossum annonce sur Twitter le renouvellement de la série pour une huitième saison (en mai 2017) après avoir négocié le renouvellement de son contrat. L'actrice désirait être payée autant que William H. Macy pour son travail sur la série, surtout après que son personnage a pris plus d'importance dans la série. Le 19 décembre 2016, Showtime annonce officiellement le renouvellement de la série pour une huitième saison de douze épisodes. Le 8 août 2017, il est révélé que cette saison débutera le 5 novembre 2017.
Le 8 novembre 2017, la série est renouvelée pour une neuvième saison.
Le 29 janvier 2018, l'actrice Isidora Goreshter connue pour interpréter Svetlana quitte la série après 6 ans.
Le 30 août 2018, Emmy Rossum annonce qu'elle quitte la série au terme de la neuvième saison. Le 8 octobre 2018, Cameron Monaghan annonce que le sixième épisode de la neuvième saison sera son dernier.
Le 31 janvier 2019, John Wells annonce le renouvellement de la série pour une 10e saison, avec le retour de Cameron Monaghan.
Le 14 janvier 2020, la série est renouvelée pour une onzième saison qui sera la dernière.

### Tournage

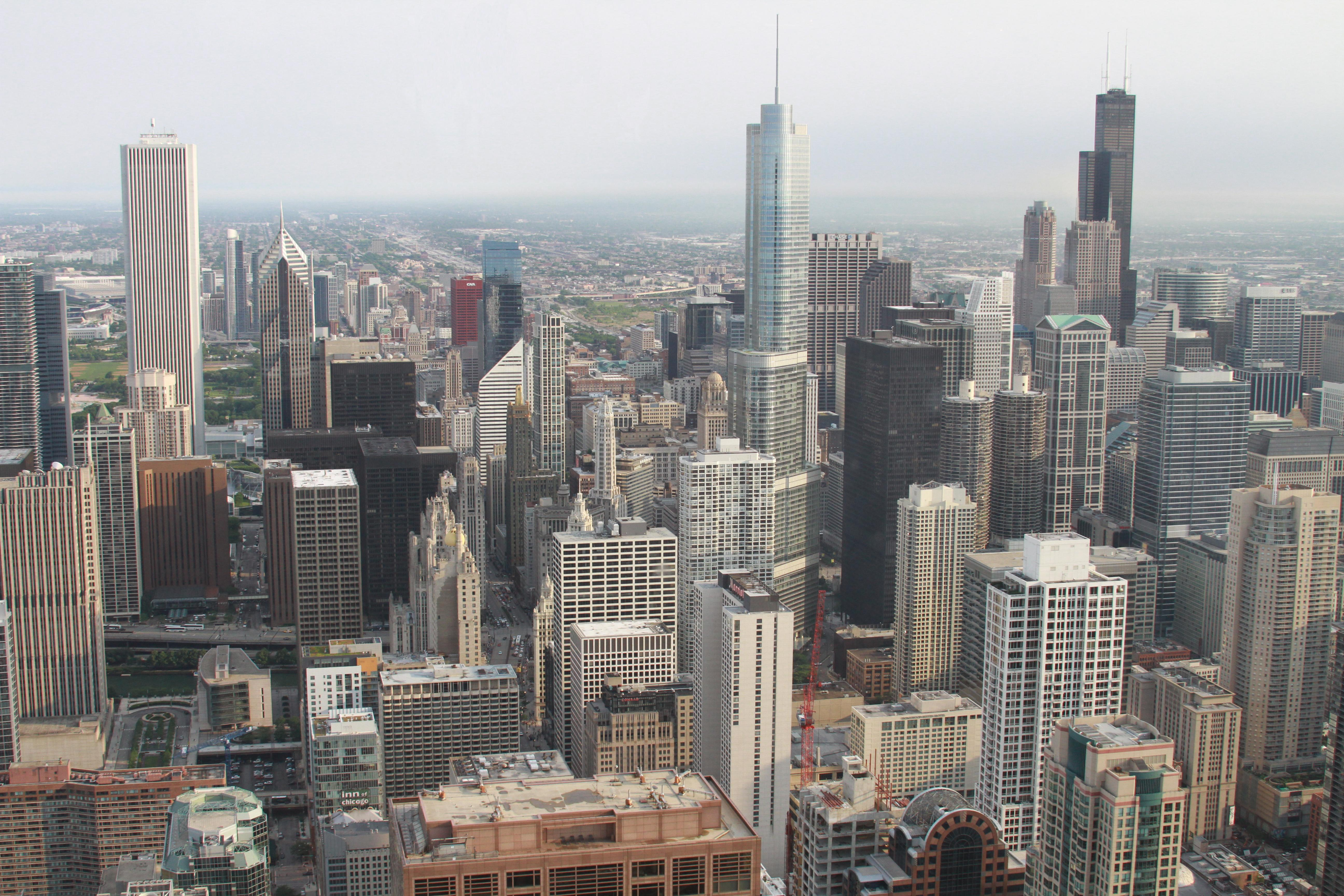
Chicago, ville où se déroule la série.

La série, qui se déroule principalement à Chicago, est tournée à Los Angeles, en Californie,, comme le bar The Alibi Room tourné aux studios de la Warner Bros. à Burbank.

### Musique

#### Musiques originales de la série
La musique est un élément important et présente dans la série. Les musiques originales de la série ont été composées par divers artistes.

##### Saison 1
La bande originale de la première saison a été commercialisée le 15 avril 2014. Elle contient 14 pistes.
Liste de pistes
| 1.    | The Luck You Got (Main Title) (The High Strung)         | 2:50 |
| 2.    | Survive (The Moog)                                      | 2:20 |
| 3.    | Loved You All Along (La Strada)                         | 2:42 |
| 4.    | Black Cloud (Choo Choo La Rouge)                        | 3:52 |
| 5.    | Wait For The Man (Fidlar)                               | 1:49 |
| 6.    | Something For Nothing (Reverend Peyton's Big Damn Band) | 3:41 |
| 7.    | Tomahawk (Wild Yaks)                                    | 1:10 |
| 8.    | Who's That Dude - Part One(Capital City)                | 4:23 |
| 9.    | Years (JBM)                                             | 2:16 |
| 10.   | Hangman (Chris Pureka)                                  | 4:50 |
| 11.   | The Usual Chords (Slow Runner)                          | 3:22 |
| 12.   | Three Days On End (Blood Relative)                      | 3:02 |
| 13.   | Keep It Coming(The Letters)                             | 3:01 |
| 14.   | Written Down(David E. Sugar)                            | 3:11 |
| 42:35 |                                                         |      |

### Fiche technique
- Titre original : Shameless
- Titre québécois : Sans regret
- Création : Paul Abbott (Série originale)
- Développement : John Wells
- Direction artistique : Rachel Block
- Décors : Matt Callahan (saisons 1 à 4), Tricia Schneider (saison 3)
- Costumes : Lyn Paolo
- Musique : iZLER
- Musique Générique : The Luck You Got - The High Strung
- Casting : John Frank Levey, Melanie Burgess et Jennifer Rudnicke
- Production : Michael Hissrich
- Production exécutive : John Wells, Mark Mylod, Paul Abbott, Andrew Stearn, Christopher Chulack, Nancy M. Pimental, Davey Holmes et Sheila Callaghan
- Société de production : Bonanza Productions, John Wells Productions, Showtime Networks et Warner Bros. Television
- Société de distribution (télévision) : Showtime Networks
- Pays de production :  États-Unis
- Langue originale : anglais
- Format : couleur - 1,78:1 en HDTV 1080i- son Stéréo ou Dolby Digital 5.1
- Genre : comédie dramatique, humour noir nombreuses scènes de sexe (limite porno)
- Durée : 46 à 55 minutes
- Classification[31] :
  -  États-Unis : TV-MA (Interdit aux moins de 17 ans)
  -  Royaume-Uni : 15 (Interdit aux moins de 15 ans)
  -  France : Interdit aux moins de 18 ans (télévision) ; Accord Parental (vidéo)
- Version française réalisée par :
  - Société de doublage : Nice Fellow
  - Direction artistique : Gérard Dessalles
  - Adaptation des dialogues : Tim Stevens, Laurence Duseyau et Sabrina Boyer
  - Enregistrement et mixage : Studios O'Bahamas (Jean-Wilfried Parrini)

## Épisodes
| Saison | Saison | Épisodes | Diffusion original | Diffusion original |
| Saison | Saison | Épisodes | Début de saison    | Fin de saison      |
| ------ | ------ | -------- | ------------------ | ------------------ |
|        | 1      | 12       | 9 janvier 2011     | 27 mars 2011       |
|        | 2      | 12       | 8 janvier 2012     | 1er avril 2012     |
|        | 3      | 12       | 13 janvier 2013    | 7 avril 2013       |
|        | 4      | 12       | 12 janvier 2014    | 6 avril 2014       |
|        | 5      | 12       | 11 janvier 2015    | 5 avril 2015       |
|        | 6      | 12       | 10 janvier 2016    | 3 avril 2016       |
|        | 7      | 12       | 2 octobre 2016     | 18 décembre 2016   |
|        | 8      | 12       | 5 novembre 2017    | 28 janvier 2018    |
|        | 9      | 14       | 9 septembre 2018   | 10 mars 2019       |
|        | 10     | 12       | 10 novembre 2019   | 26 janvier 2020    |
|        | 11     | 12       | 6 décembre 2020    | 11 avril 2021      |

### Première saison (2011)
Frank est porté disparu et se retrouve à Toronto, il essaye sans succès de devenir sobre et enfreint les lois pour protéger sa pension d'invalidité; Fiona craque pour Steve, un charmant jeune homme avec une belle voiture, un porte-feuille épais et un grand secret; Ian et son frère surdoué Lip vivent leurs premiers ébats; Debbie, la solitaire, cherche désespérément un compagnon de jeux ; Monica, la mère indigne, réapparait et annonce qu'elle va emmener le petit dernier, Liam, avec elle.

### Deuxième saison (2012)
Frank et Monica renouent leur relation destructrice après que la mère de Frank ne soit sortie de prison pour faire des ravages; Fiona est replongée dans un cercle vicieux lorsque Steve revient de Rio marié à une brésilienne; Lip abandonne l'école et part de la maison en vue de l'arrivée du bébé qu'il va avoir avec Karen; Karen et Sheila se disputent le nouveau mari de Karen, Jody, un gars bizarre au bon cœur qu'elle a rencontré à la réunion des accros au sexe anonymes; Ian essaye de rentrer à West Point, une école militaire; Debbie se prépare aux affres de la puberté; Kev et Veronica, les voisins et amis des Gallagher, envisagent de fonder une famille.

### Troisième saison (2013)
Jimmy a des difficultés à partager sa vie entre Fiona et Estefania; Fiona décroche un emploi stable dans une entreprise; Frank manipule ses enfants et tente de les récupérer après s'être fait virer de chez Sheila; Karen revient et creuse un fossé entre Lip et Mandy, ce qui aura des conséquences lourdes; Sheila et Jody tentent d'élever le bébé de Karen; Ian tombe amoureux de Mickey; Carl va à un camp pour enfants cancéreux; Kev et Veronica concoctent un plan peu conventionnel afin d'avoir un bébé.

### Quatrième saison (2014)
Frank doit absolument arrêter de boire s'il veut vivre car son foie est en train de lâcher; après le départ de Karen et de Jodie avec le bébé, Sheila s'incruste chez les Gallagher et y fait le ménage pour ne pas se retrouver seule; Fiona fait des choix désastreux dans ses relations qui auront des conséquences sur toute la famille, Liam le premier; Lip découvre que l'université demande beaucoup plus de travail et d'organisation qu'il ne l'imaginait; Ian est porté disparu; Debbie, en plein crise d'adolescence, ne pense qu'aux garçons; Carl crée des liens avec son père malade; Kev et Veronica découvrent le coût de deux grossesses.

### Cinquième saison (2015)
Alors que des investisseurs et des salons de café bio envahissent leur bien aimé quartier de Chicago, Frank, Fiona, Lip et le reste de la famille s'allient pour contrer l'invasion des hordes de hipsters à leur manière.

## Commentaires
Les producteurs de la série ont cherché à la distinguer des précédentes séries sur les classes populaires américaines en soulignant comment l'alcoolisme de Frank affecte sa famille. Paul Abbott, le créateur de la série originale, a déclaré : « Ce n'est pas My Name Is Earl ou Roseanne. Il y a un degré de pauvreté plus important qui s'y rattache. Il ne s'agit pas d'ouvriers ; ils ne sont rien ». Lorsque John Wells a commencé à écrire la série, il a dû faire beaucoup d'efforts pour ne pas placer la série dans le sud des États-Unis ou dans un camp de caravanes — clichés comiques de la pauvreté américaine. Il a expliqué : « Nous avons une tradition comique de nous moquer de ces gens-là. La réalité c'est que ces gens ne sont pas « l'autre ». Ce sont des gens qui vivent à quatre pâtés de maisons de chez vous et deux étages au-dessus ».

## Autour de la série
- L'actrice Emmy Rossum a également réalisé deux épisodes dans la série (épisode 4 de la saison 7 et épisode 8 de la saison 8)
- L'acteur William H. Macy lui aussi a écrit le scénario de l'épisode 6 - saison 2, et réalisé trois épisodes (épisode 7 de la saison 5, l'épisode 5 de la saison 9 et épisode 5 de la saison 10)
- William H. Macy (Frank Gallagher) a joué dans la série New York, police judiciaire. Les acteurs Joan Cusack (Sheila Jackson), Cameron Monaghan (Ian Gallagher), Ethan Cutkosky (Carl Gallagher), Noel Fisher (Mickey Milkovich) et Jeremy Allen White (Lip Gallagher) ont la particularité d'être tous apparus dans New York Unité Spéciale (spin off de New York, police judiciaire), parallèlement à leur participation à Shameless[34]. Emmy Rossum (Fiona Gallagher) est apparus dans la série dérivée New York, section criminelle.

## Accueil

### Audiences

#### Aux États-Unis
| Saison | Nombre d'épisodes | Jour et heure de diffusion | Diffusion originale sur Showtime | Diffusion originale sur Showtime | Année | Audience moyenne (en millions) | Audience moyenne (en millions) | Audience moyenne (en millions) |
| Saison | Nombre d'épisodes | Jour et heure de diffusion | Début de saison                  | Fin de saison                    | Année | Première                       | Finale                         | Moyenne                        |
| ------ | ----------------- | -------------------------- | -------------------------------- | -------------------------------- | ----- | ------------------------------ | ------------------------------ | ------------------------------ |
| 1      | 12                | Dimanche 22 h              | 9 janvier 2011                   | 27 mars 2011                     | 2011  | 0,98                           | 1,16                           | 1,03                           |
| 2      | 12                | Dimanche 21 h              | 8 janvier 2012                   | 1er avril 2012                   | 2012  | 1,58                           | 1,45                           | 1,36                           |
| 3      | 12                | Dimanche 21 h              | 13 janvier 2013                  | 7 avril 2013                     | 2013  | 2,00                           | 1,82                           | 1,65                           |
| 4      | 12                | Dimanche 21 h              | 12 janvier 2014                  | 6 avril 2014                     | 2014  | 1,69                           | 1,93                           | 1,71                           |
| 5      | 12                | Dimanche 21 h              | 11 janvier 2015                  | 5 avril 2015                     | 2015  | 1,77                           | 1,55                           | 1,58                           |
| 6      | 12                | Dimanche 21 h              | 10 janvier 2016                  | 3 avril 2016                     | 2016  | 1,44                           | 1,63                           | 1,56                           |
| 7      | 12                | Dimanche 21 h              | 2 octobre 2016                   | 18 décembre 2016                 | 2016  | 1,25                           | 1,72                           | 1,42                           |
| 8      | 12                | Dimanche 21 h              | 5 novembre 2017                  | 28 janvier 2018                  | 2017  | 1,86                           | 1,73                           | 1,49                           |
| 9      | 14                | Dimanche 21 h              | 9 septembre 2018                 | 10 mars 2019                     | 2018  | 1,31                           | 1,35                           | 1,04                           |
| 10     | 12                | Dimanche 21 h              | 10 novembre 2019                 | 20 janvier 2020                  | 2019  | 0,76                           | 0,92                           | 0,85                           |

## Distinctions
Sauf indication contraire, les informations mentionnées dans cette section peuvent être confirmées par la base de données cinématographiques IMDb,  présente dans la section « Liens externes ».

### Récompenses
- Screen Actors Guild Awards 2015 : Meilleur acteur dans une série comique pour William H. Macy[59]
- 2018 : 24e cérémonie des Screen Actors Guild Awards : Meilleur acteur dans une série comique pour William H. Macy

### Nominations
- Emmy Awards 2011 : Meilleure guest-star dans une série dramatique pour Joan Cusack[60]
- Critics' Choice Television Awards 2011 : Meilleur acteur dans une série dramatique pour William H. Macy
- Emmy Awards 2012 : Meilleure guest-star dans une série dramatique pour Joan Cusack
- GLAAD Media Awards 2012 : Meilleure série dramatique
- Golden Globes 2018 : Meilleur acteur dans une série télévisée musicale ou comique pour William H. Macy

## Produits dérivés

### Sorties en DVD et Blu-ray

#### Pays anglophones
| Intitulé du coffret         | Nombre d'épisodes | Dates de sortie     | Dates de sortie                        | Nombre de disques | Nombre de disques | Société de distribution |
| Intitulé du coffret         | Nombre d'épisodes | États-Unis (Zone 1) | Australie (Zone 4) (uniquement en DVD) | DVD               | Blu-ray           | Société de distribution |
| --------------------------- | ----------------- | ------------------- | -------------------------------------- | ----------------- | ----------------- | ----------------------- |
| L'intégrale de la saison 1  | 12                | 27 décembre 2011    | 4 avril 2012                           | 3                 | 2                 | Warner Home Video       |
| L'intégrale de la saison 2  | 12                | 18 décembre 2012    | 13 février 2013                        | 3                 | 2                 | Warner Home Video       |
| L'intégrale de la saison 3  | 12                | 17 décembre 2013    | 18 décembre 2013                       | 3                 | 2                 | Warner Home Video       |
| L'intégrale de la saison 4  | 12                | 30 décembre 2014    | 17 décembre 2014                       | 3                 | 2                 | Warner Home Video       |
| L'intégrale de la saison 5  | 12                | 29 décembre 2015    | 13 janvier 2016                        | 3                 | 2                 | Warner Home Video       |
| L'intégrale de la saison 6  | 12                | 30 août 2016        | 11 janvier 2017                        | 3                 | 2                 | Warner Home Video       |
| L'intégrale de la saison 7  | 12                | 26 septembre 2017   | 10 janvier 2018                        | 3                 | 2                 | Warner Home Video       |
| L'intégrale de la saison 8  | 12                | 24 avril 2018       | 19 septembre 2018                      | 3                 | 2                 | Warner Home Video       |
| L'intégrale de la saison 9  | 14                | 23 avril 2019       | 15 mai 2019                            | 3                 | 2                 | Warner Home Video       |
| L'intégrale de la saison 10 | 12                | 12 mai 2020         | 20 mai 2020                            | 3                 | 2                 | Warner Home Video       |

#### Pays francophones
| Intitulé du coffret           | Nombre d'épisodes | Dates de sortie                     | Nombre de disques | Nombre de disques | Société de distribution |
| Intitulé du coffret           | Nombre d'épisodes | France (Zone 2) (uniquement en DVD) | DVD               | Blu-ray           | Société de distribution |
| ----------------------------- | ----------------- | ----------------------------------- | ----------------- | ----------------- | ----------------------- |
| L'intégrale de la saison 1    | 12                | 12 février 2013                     | 3                 | 2                 | Warner Home Video       |
| L'intégrale de la saison 2    | 12                | 15 janvier 2014                     | 3                 | 2                 | Warner Home Video       |
| L'intégrale des saisons 1 & 2 | 24                | 1er octobre 2014                    | 3                 | 2                 | Warner Home Video       |
| L'intégrale des saisons 1 à 7 | 84                | 3 octobre 2018                      | 21                |                   | Warner Home Video       |